# Ширази (этническая группа)
Ширази — подгруппа народа суахили, живущая в восточной части Африки, главным образом на островах Занзибар и Пемба. Местные предания утверждают что они произошли от крупных торговцев из Шираза и Персии. Однако некоторые учёные скептически относятся к заявлениям о персидском происхождении В семи городах восточного побережья существует несколько различных преданий о персидских торговцах-колонизаторах.
Как и весь народ суахили, ширазийцы говорят на суахили и исповедуют суннизм и шиизм.
Руины некоторых поселений в Танзании, такие как Руины Тонгони и руины на островах Тумбату и Пемба, являются признаком давнего заселения Ширази.